# El Risitas
Juan Joya Borja (Sevilla, 5 d'abril de 1956 - 28 d'abril de 2021), més conegut com El Risitas o El Cuñao, fou un humorista espanyol, actor i fenomen d'internet que va assolir certa fama en aparèixer als programes El vagamundo i Ratones coloraos de Jesús Quintero i a la pel·lícula Torrente 3: El protector.